# Onciale 069
- Papyrus
- Onciale
- Minuscules
- Lectionnaire

Le Codex 069, porte le numéro de référence 069 (Gregory-Aland), ε 12 (Soden), est un manuscrit du parchemin en écriture grecque onciale.

## Description
Le codex se compose de 1 folio. Il est écrit en une colonne, dont 25 lignes par colonne. Les dimensions du manuscrit sont 8 cm x 4,5 cm. Les paléographes datent ce manuscrit du Ve siècle,.
Le manuscrit a été examiné par Grenfell, Hunt, et Merrill Mead Parvis.

## Contenu
C'est un manuscrit contenant les fragmentes du texte du Évangile selon Marc 10,50-51; 11,11-12. 

## Texte
Le texte du codex représenté type byzantin. Kurt Aland le classe en Catégorie III. 
| Recto ιμ]ΑΤΙΟ [αυτου α]ΝΑΣΤΑΣΗΛ ΘΕΝΠΡΟΣΤΟΝΙΝ ΚΑΙΑΠΟΚΡΙΘΕΙΣΛε[?] ΓΕΙΑΥΤΩΟΙΣΤΙΘ[ε] ΛΕΙΣΠΟΙΗΣΩΣΟ[ι] ΟΔΕΤΥΦΛΟΣΕΙ[πεν] | Verso Και[περι βλεψαμε] ΝΟΣΠΑΝ[τα οψι] ΑΣΗΔΗΟΥΣΗΣΤΗ[ς] ΩΡΑΣΕΞΗΛΘΕΝ ΕΙΣ ΒΗΘΑΝΙΑΝ ΜΕ [τ]ΑΤΩΝΔΩΔΕΚΑ [k]ΑΙΤΗΕΠΑΥΡΙΟΝ |

## Lieu de conservation
Il est actuellement conservé à l'Université de Chicago (Oriental Institute, 2057) à Chicago,.